# اسمرنا (تنسی)
اسمرنا(به انگلیسی: Smyrna) شهری در ایالت تنسی کشور ایالات متحده آمریکا است که جمعیت آن در سرشماری سال ۲۰۱۰ میلادی، ۳۹٬۹۷۴ نفر بوده است.

## ریشه‌های اولیه و اهمیت تاریخی
شهر اسمیرنا ریشه‌های اروپایی-آمریکایی خود را در اوایل قرن نوزدهم دارد و به عنوان یک جامعه کشاورزی آغاز به کار کرد. این شهر در طول جنگ داخلی به دلیل قرار گرفتن ایستگاه راه‌آهن آن بین نشویل و چاتانوگا از اهمیت بالایی برخوردار بود. یکی از رویدادهای مهم جنگ برای این شهر، مربوط به سرباز ایالات مؤتلفه، سم دیویس، بود که پس از متهم شدن به جاسوسی، زندگی خود را فدای عدم ارائه اطلاعات به ارتش اتحادیه کرد. او در ۲۰ نوامبر ۱۸۶۳ دستگیر و در ۲۷ نوامبر همان سال توسط نیروهای اتحادیه به دار آویخته شد. مزرعه سم دیویس، که در زمینی به مساحت ۱۶۰ هکتار (۰٫۶۵ کیلومتر مربع) از زمین‌های کشاورزی به خوبی نگهداری شده قرار دارد، مهم‌ترین مکان تاریخی شهر است.

## تغییرات اداری و نظامی
اسمیرنا در ابتدا در سال ۱۸۶۹ تأسیس شد، اما منشور آن چند سال بعد توسط ایالت لغو گردید. در سال ۱۹۱۵، شهر دوباره تأسیس شد و یک فرم کمیسیون-شهردار را به عنوان شکل حکومتی خود پذیرفت. در سال ۱۹۴۱ در طول جنگ جهانی دوم، پایگاه نیروی هوایی سوارت در اینجا تأسیس شد و به عنوان یک مرکز آموزشی پیشرفته برای هواپیماهای B-17 Flying Fortress و B-24 خدمت کرد. در طول دهه‌های ۱۹۵۰ و ۱۹۶۰، پرسنل نظامی و خانواده‌های آنها در این پایگاه بیش از ۱۰٬۰۰۰ نفر بودند. قرار بود پایگاه در سال ۱۹۷۱ بسته شود. بیشتر املاک آن بین ایالت تنسی، شهرستان رادرفورد و سازمان فرودگاه متروپولیتن نشویل تقسیم شد. در بخش متعلق به ایالت، یک پایگاه گارد ملی ارتش تنسی و مرکز توانبخشی تنسی افتتاح و اداره می‌شود. بخش زیادی از زمین‌های اضافی نیز در سال ۱۹۹۰ به عنوان سازمان فرودگاه اسمیرنا/رادرفورد توسعه یافت.

## رشد صنعتی و اقتصادی
در طول دهه ۱۹۷۰، بسیاری از صنایع جدید به منطقه منتقل شدند. شهر دوره‌ای از رشد را آغاز کرد که با تولید شرکت‌هایی مانند Better Bilt Aluminum (که اکنون MI Metals است)، Cumberland Swan (که اکنون Vi-Jon, Inc. نامیده می‌شود) و Square D تحریک شد. در اوایل دهه ۱۹۸۰، نیسان موتورز یک کارخانه تولیدی در شهر ساخت و در سال ۱۹۸۳، اولین خودرو تولید شد. کارخانه نیسان اکنون حدود ۸٬۴۰۰ کارگر را استخدام کرده، ظرفیت تولید سالانه ۶۴۰٬۰۰۰ خودرو را دارد و مساحتی بالغ بر ۴۸۰٬۰۰۰ متر مربع (۵٬۲۰۰٬۰۰۰ فوت مربع) را پوشش می‌دهد. در سال ۲۰۱۲، اسمیرنا تولید خودروی الکتریکی نیسان، یعنی نیسان لیف، و باتری‌های آن را آغاز کرد.

## تغییرات در دولت محلی و یادبودها
در ۱۴ مارس ۲۰۰۰، شهردار و هیئت کمیسیونرها یک منشور جدید را تصویب کردند. شهر اکنون تحت یک فرم حکومتی مدیر شهری اداره می‌شود، که در آن کمیسیونرها یک مدیر شهری را برای عملیات روزانه استخدام می‌کنند. در ۲ ژوئن ۲۰۱۶، هواپیمای Blue Angels شماره ۶ در حین تمرین برای نمایش هوایی بزرگ تنسی در اسمیرنا سقوط کرد و کاپیتان جف کوس، خلبان آن از نیروی دریایی، کشته شد. مردم اسمیرنا برای ساخت یک یادبود به افتخار او، بودجه جمع‌آوری کردند. یادبود کاپیتان جف کوس USMC در مقابل فرودگاه اسمیرنا قرار دارد، جایی که کاپیتان کوس آخرین پرواز غم‌انگیز خود را از آنجا آغاز کرد. محور اصلی یادبود، یک هواپیمای بازنشسته F/A-18 Hornet است که نیروی دریایی ایالات متحده به اسمیرنا قرض داده و به رنگ‌های تیم نمایشی Blue Angels نقاشی شده است، با نام کاپیتان کوس زیر کابین خلبان و شماره ۶ روی دم آن که نشان‌دهنده هواپیمایی است که او در آخرین پرواز خود با آن پرواز کرد.